# 下門子
下门子（前6世纪？—前520年），春秋时期东周王室官员。
下门子是周景王的儿子王子猛的师傅。周景王想要废黜王子猛，立王子朝为储君。周景王于是杀了下門子。賓孟到郊外，見雄雞自斷其尾，侍者说，它害怕被用来祭祀。賓孟回来劝说周景王，以雄雞为例。雞为人祭祀牺牲确实是祸患，人自己祭祀作为人主有什么害处。雞是被人用，人主是使用别人也。坚定周景王的决心。周景王没有答应，他想要杀死支持王子猛的单穆公，再立王子朝。于是在鞏地打猎，让公卿都跟從，將殺单穆公，没有动手，周景王就驾崩了。